# Pierre-Owono Ebede
Pierre-Owono Ebede (ur. 9 lutego 1980 w Jaunde), wzrost: 182 cm, waga: 78 kg – kameruński piłkarz występujący na pozycji bramkarza.

## Kariera
Karierę zaczynał w malutkim klubie, Espoir Jaunde. W styczniu 1999 wyjechał do Grecji. Wraz ze swoim rodakiem Patricem Abandą został zawodnikiem Apollonu Kalamaria. W pierwszym sezonie nie dostawał zbyt wielu szans na pokazanie się. Rozegrał zaledwie 6 meczów w pierwszym składzie. Z czasem został podstawowym bramkarzem greckiej drużyny. W sezonie 2001/2002 jego klub przegrał baraż o pierwszą ligę. W Apollonie spędził jeszcze cztery sezony, a później trafił do Chalkidony (obecny Atromitos). Trzy sezony pewnej i dobrej gry były odskocznią do jednego z najlepszych klubów w Grecji, Panathinaikosu. Występował w tym klubie przez dwa sezony. Ma na koncie występy w Pucharze UEFA. W sezonie 2007/2008 Ebede był zawodnikiem francuskiego FC Metz, w którego barwach rozegrał 1 spotkanie. Następnie grał w cypryjskim AEL Limassol oraz w rumuńskiej Astrze Ploeszti, a w 2011 roku przeszedł do zespołu FCSR Haguenau, grającego w piątej lidze francuskiej.
| Sezon   | Klub              | Kraj    | Rozgrywki                 | Mecze | Gole |
| ------- | ----------------- | ------- | ------------------------- | ----- | ---- |
| 1998/99 | Apollon Kalamaria | Grecja  | Beta Ethniki              | 6     | 0    |
| 1999/00 | Apollon Kalamaria | Grecja  | Beta Ethniki              | 18    | 0    |
| 2000/01 | Apollon Kalamaria | Grecja  | Beta Ethniki              | 15    | 0    |
| 2001/02 | Apollon Kalamaria | Grecja  | Beta Ethniki              | 21    | 0    |
| 2002/03 | Apollon Kalamaria | Grecja  | Beta Ethniki              | 4     | 0    |
| 2002/03 | Chalkidona        | Grecja  | Alpha Ethniki             | 16    | 0    |
| 2003/04 | Chalkidona        | Grecja  | Alpha Ethniki             | 25    | 0    |
| 2004/05 | Chalkidona        | Grecja  | Alpha Ethniki             | 26    | 0    |
| 2005/06 | Panathinaikos AO  | Grecja  | Alpha Ethniki             | 0     | 0    |
| 2006/07 | Panathinaikos AO  | Grecja  | Superleague Ellada        | 22    | 0    |
| 2007/08 | FC Metz           | Francja | Ligue 1                   | 1     | 0    |
| 2008/09 | AEL Limassol      | Cypr    | Protathlima A’ Kategorias | 10    | 0    |
| 2009/10 | AEL Limassol      | Cypr    | Protathlima A’ Kategorias | 0     | 0    |
| 2010/11 | Astra Ploeszti    | Rumunia | Liga I                    | 6     | 0    |